# Axumawit Embaye
Axumawit Embaye (née le 18 octobre 1994) est une athlète éthiopienne, spécialiste des courses de demi-fond.

## Biographie
Le 19 mars 2016, Embaye échoue au pied du podium lors des championnats du monde en salle de Portland sur 1 500 m en 4 min 09 s 37. Elle est devancée par la Néerlandaise Sifan Hassan (4 min 04 s 96) et ses compatriotes Dawit Seyaum (4 min 05 s 30) et Gudaf Tsegay (4 min 05 s 71).

## Palmarès
| Date | Compétition                        | Lieu                               | Résultat | Épreuve | Temps         |
| ---- | ---------------------------------- | ---------------------------------- | -------- | ------- | ------------- |
| 2014 | Championnats du monde en salle     | Sopot                              | 2e       | 1 500 m | 4 min 07 s 12 |
| 2016 | Circuit mondial en salle de l'IAAF | Circuit mondial en salle de l'IAAF | 1re      | 1 500 m | détails       |
| 2016 | Championnats du monde en salle     | Portland                           | 4e       | 1 500 m | 4 min 09 s 37 |
| 2022 | Circuit mondial en salle de l'IAAF | Circuit mondial en salle de l'IAAF | 3e       | 400 m   | 17 pts        |
| 2022 | Championnats du monde en salle     | Belgrade                           | 2e       | 1 500 m | 4 min 2 s 29  |

## Records
| Épreuve | Épreuve   | Temps         | Lieu      | Date            |
| ------- | --------- | ------------- | --------- | --------------- |
| 1 500 m | Plein air | 3 min 59 s 17 | Rabat     | 16 juin 2019    |
| 1 500 m | Salle     | 4 min 2 s 92  | Karlsruhe | 31 janvier 2015 |